# 레알 바이크
레알 바이크는 유명 영화배우 이완 맥그리거와 찰리 부어맨이 108일간 BMW 모트사이클을 타고 런던에서 유럽, 아시아, 알래스카, 캐나다를 거쳐 뉴욕까지 대륙횡단을 한 여정을 담은 모험기이다. 2010년 7월 28일에 발간되었고, 서로 다른 성격을 가진 두 인물과 그들의 일상 생활 중 가족들, 친구들, 동료들과 여정 중에 만나는 사람들이 주요 등장 인물들이다. 

## 차례
1. 집으로 가는 머나먼 길 (마가단)
2. 너의 모터사이클에서
3. 혼란에서 희열로 (출발의 날)
4. 놀라지 말라 (런던에서 우크라이나 국경까지)
5. 조금씩, 조금씩 (우크라이나를 가로지르며)
6. 언덕 위의 저택 (안트라치트)
7. 죽음, 전쟁 그리고 자긍심 (발라야 카리트바에서 악퇴베까지)
8. 독수리처럼 자유롭게 (세메이로 가는 죽음의 길)
9. 작은 붉은 악마 (바르나울에서 울란곰까지)
10. 게르 안에 눈이 내린다 (바룬투룬에서 치타까지)
11. 푸석푸석한 머릿결이 그리 좋아 보인 건 처음 (치타에서 마가단까지)
12. 헬멧 속에 눈물은 흐르고 (앵커리지에서 뉴욕까지)
13. 부록A. 경로
14. 부록B. 장비
15. 옮긴이의 글. <가족과 모터바이크를 사랑한 두 남자 이야기>

## 줄거리
이완 맥그리거와 찰리 부어맨은 1997년 영화 <뱀의 키스> 촬영을 함께하면서 처음으로 서로 알게 되었다. 수줍고 사색적인 이완, 생각보다 행동이 앞서는 찰리. 판이하게 다른 성격의 소유자들이었지만 '모터사이클'이라는 공통점이 두 사람을 금세 친구로 만들어주었다. 그러던 어느 토요일 오후, 이완은 세계 지도를 펼쳐놓고 들여다보던 중 베링 해협이라는 짧은 거리만 건너면 러시아와 알래스카를 가로지를 수 있다는 사실을 발견한다. 비행기가 아닌 모터사이클로도 세계를 한 바퀴 돌 수 있다는 사실에 흥분한 이완은 급기야 동료 배우이자 바이커 친구인 찰리 부어맨에게 전화를 걸어 여행, 모험을 제안한다. 런던을 출발해 뉴욕까지, 이완과 찰리는 모터사이클을 타고 유럽, 우크라이나, 카자흐스탄, 몽골, 러시아, 태평양을 건너 알래스카, 캐나다, 아메리카로 달린다. 집에서 점점 멀어질수록 BMW 모터사이클의 타이어는 점점 마모되고, 예상치 못했던 문제들이 발생한다. 다듬어지지 않은 도로와 시시각각 변하는 날씨, 뇌물을 요구하는 경찰들이 두 사람의 인내와 끈기를 끊임없이 시험한다. 이완과 찰리는 108일 동안 2만 마일을 달렸다. 두 사람의 인생을 영원히 바꾸게 된 기나긴 여정동안 두 사람은 일기를 쓰고 사진을 찍었다. 일과 가족, 모터사이클을 사랑하는 두 친구의 열정적이고 꾸밈없는 여행이자, 마침내 실현된 꿈을 만끽한다. 

## 평론
배우 이완 맥그리거와 찰리 부어맨이 2004년 4월부터 같은 해 7월까지 108일간 모터사이클을 타고 프랑스, 벨기에, 독일, 체코, 슬로바키아, 우크라이나 등 12개국을 둘러본 여행기다. 여행 거리만 3만 5천960km에 이른다. 저자들은 여행을 통해 자신의 삶을 되돌아보는 기회를 가진다.
"이 여행은 내게 일어난 일에 대해 생각하고 잊을 수 있는 기회가 되었다. 산을 오르고 밀림을 헤치며 나아갈 때는 나는 오랫동안 나를 괴롭혔던 것들로부터 자유로움을 깨달았다. 하루에 여덟 시간에서 열 시간을 걸으면서 나는 곰곰이 생각할 시간이 많았다. 그리고 지금, 내 마음속에서 오랫동안 나를 괴롭히던 것들을 다시 버리고 있었다."

## 기타
번역되면서 <이완 맥그리거의 레알 바이크>라는 제목으로 사용되기도 한다. 또한 이 여행기를 바탕으로 <롱 웨이 다운>이라는 다큐멘터리로 제작되기도 했다.
1. ↑  “보관된 사본”. 2016년 3월 7일에 원본 문서에서 보존된 문서. 2013년 6월 29일에 확인함.